# Zhu Zhiyu
Dans ce nom chinois, le nom de famille, Zhu, précède le nom personnel Zhiyu.
Zhu Zhiyu (chinois : 朱之瑜), de prénom social Luyu (chinois : 魯璵), né en 1600 à Yuyao et mort en 1682 dans le domaine de Mito, est un grand érudit chinois du confucianisme. Il s'est installé au Japon et y a été connu sous le nom de Zhu Shunshui (chinois : 朱舜水).
Zhu est l'un des plus grands érudits du confucianisme de la dynastie Ming et du Japon de l'époque d'Edo. Parmi ces réfugiés politiques Ming au Japon du clan Tokugawa, Zhu reste le plus connu et celui qui a le plus contribué à l'éducation et à l'histoire intellectuelle et à la culture japonaise.

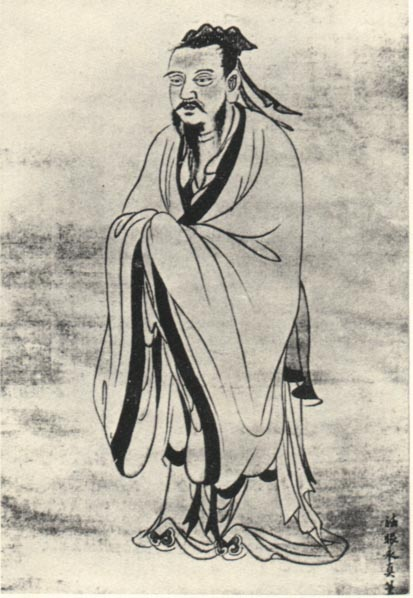
Zhu Zhiyu.
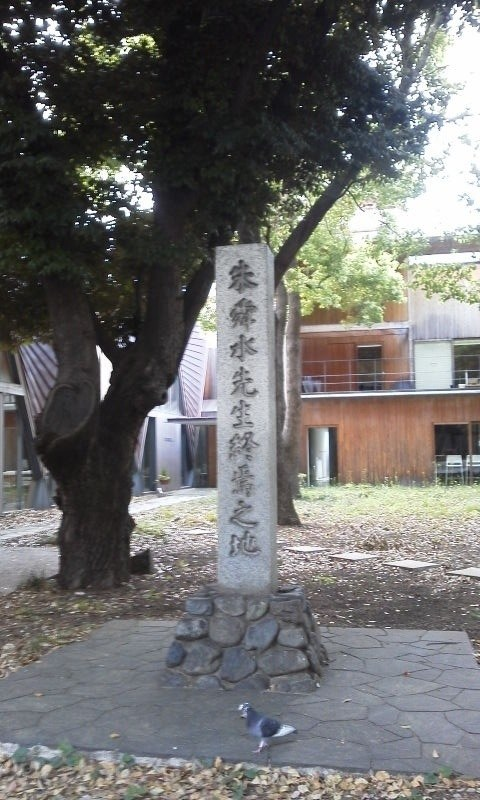
Mémorial à Zhu Zhiyu à l'université de Tokyo.